# سامسونگ راگبی اسمارت
سامسونگ راگبی اسمارت (انگلیسی: Samsung Rugby Smart)یا (SGH-i847) گوشی مقاوم و هوشمند ساخت شرکت سامسونگ می‌باشد. این گوشی دارای گواهی IP67 به معنی مقاوم در برابر گرد و غبار، مقاوم در برابر ضربه و ضد آب تا عمق یک متر و به مدت ۳۰ دقیقه می‌باشد.

## ظاهر و بدنه
گوشی راگبی اسمارت با ظرفیت یک سیم کارت و صفحه نمایش رنگی لمسی با سایز ۳٫۷ اینچ و ۴۸۰ × ۸۰۰ رزولوشن دارای تراکم ۲۵۲ پیکسل بر هر اینچ (قابلیت نمایش ۱۶ میلیون رنگ خازنی)، ضد خش و مالتی تاچ با قابلیت دریافت چندین لمس همزمان (Multi-Touch Input Method)می‌باشد.

## دوربین
دوربین این گوشی ۵٫۰ مگاپیکسل با فوکوس اتوماتیک، همراه با فلاش و دوربین مکالمه ویدئویی با کیفیت ۱٫۳ مگاپیکسل می‌باشد.
از دیگر قابلیت‌های دوربین این گوشی می‌توان به دارای قابلیت فوکوس لمسی (Touch Focus)قابلیت ثبت موقعیت مکانی عکس‌ها و فیلم‌های گرفته شده بر روی آن‌ها (Geo-Tagging) اشاره کرد.

## دیگر امکانات
- پشتیبانی از کارت حافظهٔ microSD حافظه داخلی ۴۰۹۶ مگابایت- حافظه رم ۵۱۲ مگابایت - قابلیت نصب کارت حافظه
- سیستم عامل Android 2.3 Gingerbread - پشتیبانی از جاوا - نمایش فایلهای مایکروسافت آفیس - نمایش فایلهای PDF
- قطب نما - باتری ۱۶۵۰ میلی آمپر ساعت
- پشتیبانی از شبکه‌های ۲جی و ۳جی
- قابلیت اتصال به اینترنت از طریق وای فای - GPS - بلوتوث